# Albulinae
Albulinae – monotypowa podrodzina ryb promieniopłetwych z rodziny albulowatych (Albulidae).

## Rozmieszczenie geograficzne
Do podrodziny należą gatunki występujące w słonawych i słonych wodach zachodniego Oceanu Atlantyckiego, Oceanu Indyjskiego oraz wschodniego i zachodniego Oceanu Spokojnego. 

## Morfologia
Długość ciała do 104 cm; masa ciała (największa opublikowana) 10 kg.

## Systematyka
Rodzaj Albula zgodnie z zasadami nazewnictwa binominalnego zdefiniował w 1777 roku włoski lekarz i przyrodnik Giovanni Antonio Scopoli w publikacji własnego autorstwa poświęconej zagadnieniom z dziedziny historii naturalnej. Gatunkiem typowym jest (późniejsze oznaczenie) albula (A. vulpes).

### Etymologia
- Conorynchus (Conorhynchus): gr. κωνος kōnos ‘stożek’[26]; ῥυγχος rhunkhos ‘pysk, ryj, dziób’[27]. Gatunek typowy (późniejsze oznaczenie): Clupea macrocephala Lacépède, 1803 (= Esox vulpes Linnaeus, 1758)[5].
- Vulpis: łac. vulpes, volpe lub vulpis ‘lis’[28]. Gatunek typowy (oznaczenie monotypowe): Vulpis bahamensis Catesby, 1771 (= Esox vulpes Linnaeus, 1758).
- Albula: łac. albula ‘białawy’, od albus ‘biały’; przyrostek zdrabniający -ula[29].
- Butyrinus: gr. βουτυρινος bouturinos ‘maślany, z masła’[30]. Gatunek typowy (oznaczenie monotypowe): Butyrinus bananus Lacépède, 1803 (= Argentina glossodonta Forsskål, 1775).
- Glossodonta: gr. γλωσσα glōssa ‘język’[31]; οδους odous, οδοντος odontos ‘ząb’[32]. Gatunek typowy (oznaczenie monotopywe (również absolutna tautonimia)): Argentina glossodonta Forsskål, 1775.
- Glossodus: gr. γλωσσα glōssa ‘język’[31]; οδους odous, οδοντος odontos ‘ząb’[32]. Gatunek typowy (oznaczenie monotypowe): Glossodus forskalii Spix & Agassiz, 1829 (= Argentina glossodonta Forsskål, 1775).
- Esunculus: rodzaj Esox Linnaeus, 1758 (szczupakowate); przyrostek zdrabniający -unculus[21][29]. Gatunek typowy (oznaczenie monotypowe): Esunculus costai Kaup, 1856 (= Esox vulpes Linnaeus, 1758).
- Atopichthys: gr. ατoπos atopos ‘dziwny’[33]; ιχθυς ikhthus ‘ryba’[34]. Gatunek typowy (późniejsze oznaczenie): Atopichthys esunculus Garman, 1899.
- Dixonina: Samuel Gibson Dixon (1851–1918), amerykański prawnik, lekarz i bakteriolog[35]. Gatunek typowy (oryginalne oznaczenie (również monotypowe)): Dixonina nemoptera Fowler, 1911.

### Podział systematyczny
Do podrodziny należy jeden rodzaj z następującymi gatunkami:
- Albula argentea (Forster, 1801)
- Albula esuncula (Garman, 1899)
- Albula gilberti Pfeiler & van der Heiden, 2011
- Albula glossodonta (Forsskål, 1775)
- Albula goreensis Valenciennes, 1847
- Albula koreana Kwun & Kim, 2011
- Albula nemoptera (Fowler, 1911)
- Albula oligolepis Hidaka, Iwatsuki & Randall, 2008
- Albula pacifica (Beebe, 1942)
- Albula virgata Jordan & Jordan, 1922
- Albula vulpes (Linnaeus, 1758) – albula[36]